# Güiro
El güiro és un instrument musical llatinoamericà de la família dels idiòfons. Normalment està fet amb una carbassa seca i de forma allargada damunt la qual es fan una sèrie d'entalles paral·leles. La tècnica d'execució consisteix a raspar-lo amb una baqueta.
Aquest instrument s'utilitza sovint a la música popular de Llatinoamèrica (salsa, cúmbia, etc.). També és utilitzat a l'àmbit escolar, per raó de la relativa rapidesa amb què hom pot aconseguir un nivell de destresa mínima.

## Etimologia
La denominació güiro és un indigenisme provinent de la família lingüística arawak, parlada en l'època colonial al nord de Sud-amèrica i el Carib. La güira es referia a un arbre tropical i el seu fruit era denominat güiro.2

## Característiques i ús
El güiro és un instrument musical molt simple construït originalment al coll d'una carbassa gruixuda. Aquest s'executa raspant amb un escuradents o baqueta metàl·lica la superfície rugosa o ranurada amb més o menys velocitat obtenint així l'emissió de diferents sons. Hi ha diferents tipus de güiro i usualment s'utilitzen com a acompanyament en ritmes típics centreamericans, en la música del Carib i fins i tot a les cúmbies sud-americanes. Aquest raspador és àmpliament utilitzat a Panamà com a instrument rítmic excel·lent en la música de la cúmbia folklòrica.

## Güícharo
El güícharo o güiro porto-riqueny és un cos buit allargat (generalment de fusta o carbassa seca). La seva superfície ranurada en paral·lel es raspa amb un tipus de pinta o forquilla. S'aguanta a la mà esquerra amb el dit gros dins de l'obertura a la part darrere. Amb la mà dreta se sosté la pinta usat per raspar rítmicament.

## Güiro cubà
El güiro de salsa o güiro cubà es tracta d'una closca d'una carbassa amb ranures en paral·lel sobre la seva superfície. S'aguanta a la mà esquerra, utilitzant la mà dreta per raspar la superfície amb un palet. El güiro cubà és més "gros" que el güiro porto-riqueny i és l'estàndard en la música de salsa llatinoamericana. Els güiros de salsa moderns es fan de fusta, plàstic o fibra de vidre.

## Churuca panamenya
La churuca es fabrica d'una cucurbitàcia ovalada anomenada tula o churuca (carabassa), a la qual se li extreu la massa de l'interior i se li tallen esquerdes paral·leles sobre les quals es passa raspant una forquilla de filferro. La raspadura produeix un soroll sec i penetrant.